# Дети навигатора
«Дети навигатора» (англ. The Navigator’s Children) — фэнтезийный роман американского писателя Тэда Уильямса, впервые опубликованный в 2023 году. Заключительная часть трилогии «Последний король Светлого Арда», продолжающей трилогию «Память, Скорбь и Тёрн». Действие книги происходит на вымышленном континенте Светлый Ард, напоминающем средневековую Европу. Изначально планировалось, что роман увидит свет в 2021 году.